# Насмешка (фильм)
«Насмешка» (фр. «Ridicule») — художественный фильм, снятый французским режиссёром Патрисом Леконтом по сценарию Реми Уотерхауза в 1996 году.
Фильм получил двенадцать номинаций национальной премии «Сезар» и был признан лучшим французским фильмом 1996 года.

## Сюжет
Действие фильма проходит во Франции времён короля Людовика XVI. Маркиз де Малавуа приезжает в Версаль с надеждой получить разрешение на осушение заболоченных земель, ставших причиной множества болезней его обедневших крестьян. Выполненный маркизом инженерный проект не нашёл поддержки придворных и отчаявшийся дворянин делает попытку личной встречи с королём, используя интимное знакомство с одной из влиятельных придворных дам.

## В ролях
- Шарль Берлен — барон Грегуар Понслюдон де Малавуа, инженер-гидрограф
- Фанни Ардан — графиня де Блаяк
- Жан Рошфор — маркиз де Бельгард
- Жюдит Годреш — Матильда де Бельгард
- Бернар Жиродо — аббат де Вилькур
- Карло Брандт — шевалье де Мильетель
- Урбен Канселье — Людовик XVI
- Бруно Занарди — Поль, глухонемой слуга
- Альбер Дельпи — барон де Гере
- Жак Мату — аббат де л’Эпе

## Награды и номинации
Награды
- Премия BAFTA за лучший неанглоязычный фильм
- Премия «Сезар» за лучшую режиссуру (Патрис Леконт)
- Премия «Сезар» за лучший фильм (Патрис Леконт)
- Премия «Сезар» за лучшую работу художника по костюмам
- Премия «Сезар» за лучшую работу художника-декоратора
- Премия «Давид ди Донателло» за лучший иностранный фильм (Патрис Леконт)
- Золотой Хьюго за лучший фильм на Международном кинофестивале в Чикаго (Патрис Леконт)
- Премия «Люмьер» за лучший фильм (Патрис Леконт)
- Премия «Люмьер» за лучшую мужскую роль (Шарль Берлен)
- Премия «Люмьер» за лучшую женскую роль (Фанни Ардан)
- Премия Национального совета кинокритиков США за лучший фильм на иностранном языке
- Премия Лондонского кружка кинокритиков за лучший фильм на иностранном языке
- Премия Ассоциации кинокритиков вещательных компаний за лучший фильм на иностранном языке
- Премия Общества кинокритиков Флориды за лучший иностранный фильм
- Премия Общества кинокритиков Канзаса за лучший иностранный фильм
- Премия Общества кинокритиков Сан-Диего за лучший иностранный фильм

Номинации
- Премия «Оскар» за лучший фильм на иностранном языке
- Золотая пальмовая ветвь Каннского фестиваля (Патрис Леконт)
- Премия «Сезар» за лучший оригинальный сценарий или адаптацию (Реми Уотерхауз)
- Премия «Сезар» за лучшую мужскую роль (Шарль Берлен)
- Премия «Сезар» за лучшую мужскую роль второго плана (Бертран Жиродо)
- Премия «Сезар» за лучшую мужскую роль второго плана (Жан Рошфор)
- Премия «Сезар» за лучшую работу оператора (Тьерри Арбогаст)
- Премия «Сезар» за лучшую работу монтажёра
- Премия «Сезар» за лучшую работу звукооператора
- Премия «Сезар» за лучшую музыку к кинофильму
- Премия «Золотой глобус» за лучший фильм на иностранном языке
- Премия «Спутник» за лучший фильм на иностранном языке (Патрис Леконт)
- Премия «Спутник» за лучший дизайн костюмов